# كيث هامل
كيث هامل هو ملحن كندي، ولد في 1956 في Morden, Manitoba ‏ في كندا.

## وصلات خارجية
- كيث هامل على موقع ميوزك برينز (الإنجليزية)